# Battledown
Battledown – dzielnica miasta Cheltenham, w Anglii, w hrabstwie Gloucestershire, w dystrykcie Cheltenham. Leży 14 km na wschód od miasta Gloucester i 139 km na zachód od Londynu. W 2011 roku dzielnica liczyła 5460 mieszkańców.